# Elkin Murillo
Elkin Antonio Murillo Amor (ur. 20 września 1977 w Apartadó) – kolumbijski piłkarz występujący na pozycji prawego skrzydłowego.

## Kariera klubowa
Murillo zawodową karierę rozpoczynał w 1996 roku w zespole Deportes Quindío. W trakcie sezonu 1999 odszedł do Independiente Medellín. Spędził w nim 1,5 sezonu. W 2001 roku trafił do Deportivo Cali, którego barwy reprezentował przez 3 sezony. W 2004 roku podpisał kontrakt z LDU Quito. W 2005 roku zdobył z nim mistrzostwo fazy Apertura. W LDU grał przez 3 sezony.
W 2007 roku Murillo wrócił do Kolumbii, gdzie został graczem klubu Atlético Nacional. W tym samym roku zdobył z nim mistrzostwo fazy Apertura oraz Finalización. W trakcie sezonu 2008 odszedł do peruwiańskiego Sportingu Cristal. W 2009 roku przeszedł do ekwadorskiego Técnico Universitario, gdzie spędził jeden sezon.
W 2010 roku Murillo ponownie został zawodnikiem zespołu Deportes Quindío. Tym razem grał tam przez jeden sezon. W 2011 roku podpisał kontrakt z ekipą Deportes Tolima. Zadebiutował tam 12 lutego 2011 roku w przegranym 0:1 meczu rozgrywek Categoría Primera A z Atlético Junior.

## Kariera reprezentacyjna
W reprezentacji Kolumbii Murillo zadebiutował w 2001 roku. W tym samym roku został powołany do kadry na Copa América. Na tamtym turnieju, wygranym przez Kolumbię, zagrał w meczach z Ekwadorem (1:0), Chile (2:0), Hondurasem (2:0) i Meksykiem (1:0).
W 2003 roku wziął udział w Pucharze Konfederacji. Wystąpił na nim w pojedynkach z Nową Zelandią (3:1) i Kamerunem (0:1). Tamten turniej Kolumbia zakończyła na 4. miejscu.
W tym samym roku Murillo uczestniczył w Złotym Pucharze CONCACAF 2003. Podczas tego turnieju zagrał w tylko w spotkaniu z Brazylią (0:2). Z tamtego turnieju Kolumbia odpadła w ćwierćfinale.
W 2004 roku po raz drugi znalazł się w zespole na Copa América. Na tamtym turnieju, zakończonym przez Kolumbię na 4. miejscu, wystąpił w meczach z Boliwią (1:0), Peru (2:2), Kostaryką (2:0), Argentyną (0:3) i Urugwajem (1:2).